# Lampides megdora
Lampides megdora är en fjärilsart som beskrevs av Hans Fruhstorfer 1916. Lampides megdora ingår i släktet Lampides och familjen juvelvingar. Inga underarter finns listade i Catalogue of Life.